# يوليوس هرمان موريتز بوش
يوليوس هرمان موريتز بوش (بالألمانية: Moritz Busch)‏ (و. 1821 – 1899 م) هو لغوي، ومؤلف، ومترجم، وصحفي، وكاتب، وكاتب سير، وصحفي الرأي ألماني، ولد في درسدن، توفي في لايبزيغ، عن عمر يناهز 78 عاماً.

## التعليم
تعلم في جامعة لايبتزغ.